# Bar XH Air
Bar XH Air — канадская чартерная авиакомпания со штаб-квартирой в городе Медисин-Хат (Альберта), работающая на рынке пассажирских и грузовых авиаперевозок Альберты, Саскачеван, восточной части провинции Британская Колумбия, а также обеспечивающая работу мобильных подразделений скорой медицинской помощи (санитарная авиация). Главными транзитными узлами (хабами) авиакомпании являются Аэропорт Медисин-Хат и Международный аэропорт Калгари.
Регулярные пассажирские рейсы авиакомпании выполняются под торговой маркой другого канадского перевозчика Alberta Citylink, в настоящее время регулярные маршруты временно приостановлены.

## История
Авиакомпания Bar XH Air была образована в 1974 году для обеспечения рейсов санитарной авиации и выполнения чартерных авиарейсов в районах западной части Канады.
По состоянию на январь 2010 года в авиакомпании работало 75 сотрудников.

## Флот
По данным Министерства транспорта Канады в марте 2009 года воздушный флот авиакомпании Bar XH Air состоял из следующих воздушных судов:
- 6 Beechcraft (Super) King Air (B-200)
- 3 Piper Chieftain
- 3 Handley Page Jetstream
- 1 Piper Cheyenne (PA-31T)
- 1 Cessna 210

Официальный веб-сайт Bar XH Air показывает несколько иную статистику по своему воздушному флоту:
- De Haviland Dash 8 (DHC-8-100)
- De Haviland Dash 8 (DHC-8-300)